# Світлячки (фільм)
«Світлячки» — радянський художній фільм 1985 року, знятий режисером Дато Джанелідзе на кіностудії «Грузія-фільм».

## Сюжет
Десятирічна Дедуна живе з батьком у маленькому гірському селі. Мати її давно померла, друзі зі своїми сім'ями переїхали до міста. Сумно та самотньо проводить Дедуна довгі дні та вечори. Одного разу батько привів у будинок хлопчика, що заблукав у горах і втік з інтернату. Новий друг полагодив двері та патефон, а ввечері поїхав із батьком у місто.

## У ролях
- Марех Лікокелі — Дедуна
- Бесо Одошашвілі — Тедо
- Леван Пілпані — Михайло, батько Дедуни
- Заза Колелішвілі — односельчанин
- Тамара Схіртладзе — Марта
- Ірина Гудадзе — епізод

## Знімальна група
- Режисер — Дато Джанелідзе
- Сценарист — Реваз Інанішвілі
- Оператор — Лері Мачаїдзе
- Композитор — Яків Бобохідзе
- Художники — Шота Гоголашвілі, Малхаз Деканоїдзе